# Chiesa cattolica a Samoa

Localizzazione delle Samoa nel Pacifico.

La Chiesa cattolica a Samoa è parte della Chiesa cattolica in comunione con il vescovo di Roma, il papa.

## Demografia
Lo stato insulare di Samoa ha una superficie di 2.944 km² e una popolazione di circa 189.000 abitanti (2010).
Gran parte della popolazione professa culti cristiani, quasi tutti di derivazione protestante: il culto maggioritario è quello congregazionista, praticato da circa il 35% della popolazione; a seguire il cattolicesimo, con il 19,6% di praticanti; sopra il 10% di seguito figurano anche metodisti e mormoni.

## Storia
La presenza cattolica nell'arcipelago di Samoa inizia nel 1845 quando arrivarono nell'arcipelago i primi missionari Maristi, i sacerdoti Roudaire e Violette e il fratello laico Jacques. La prima chiesa fu costruita a Mulinu'u, un piccolo villaggio dell'isola di Upolu. Nel 1848 essi pubblicarono la prima versione del Nuovo Testamento in lingua samoana, seguita dall'Antico Testamento nel 1855. Pochi anni dopo l'arrivo dei missionari, il 20 agosto 1850 fu eretto il vicariato apostolico delle Isole dei Navigatori o Samoa, affidato al vescovo Guillaume Douarre che non giunse mai nelle Samoa. Più di un secolo dopo il vicariato apostolico fu elevato al rango di diocesi, col nome di diocesi di Apia: essa comprendeva in origine Samoa, le Samoa americane e Tokelau. In seguito furono erette tre circoscrizioni ecclesiastiche indipendenti: l'arcidiocesi di Samoa-Apia, la diocesi di Samoa-Pago Pago (1982) e la missione sui iuris di Tokelau (1992). Nel 1968 fu consacrato il primo vescovo samoano, Pio Taofinu'u, divenuto in seguito cardinale.
L'episcopato samoano fa parte della Conferenza Episcopale del Pacifico.

## Nunziatura apostolica
Santa Sede e Repubblica di Samoa hanno stabilito relazioni diplomatiche il 10 giugno 1994: è stata, così, costituita la nunziatura apostolica, separandola dalla delegazione apostolica nell'Oceano Pacifico, della quale continuano a far parte le Samoa americane. Sede del nunzio è la città di Wellington, capitale della Nuova Zelanda. 

### Nunzi apostolici
- Thomas Anthony White (10 agosto 1994 - 27 aprile 1996 dimesso)
- Patrick Coveney (27 aprile 1996 - 25 gennaio 2005 nominato nunzio apostolico in Grecia)
- Charles Daniel Balvo (1º aprile 2005 - 17 gennaio 2013 nominato nunzio apostolico in Kenya e osservatore permanente della Santa Sede presso l'UNEP e l'UN-HABITAT)
- Martin Krebs (23 settembre 2013 - 16 giugno 2018 nominato nunzio apostolico in Uruguay)
- Novatus Rugambwa (17 aprile 2020 - 27 luglio 2024 dimesso)
- Gábor Pintér, dal 12 aprile 2025